# 장안문

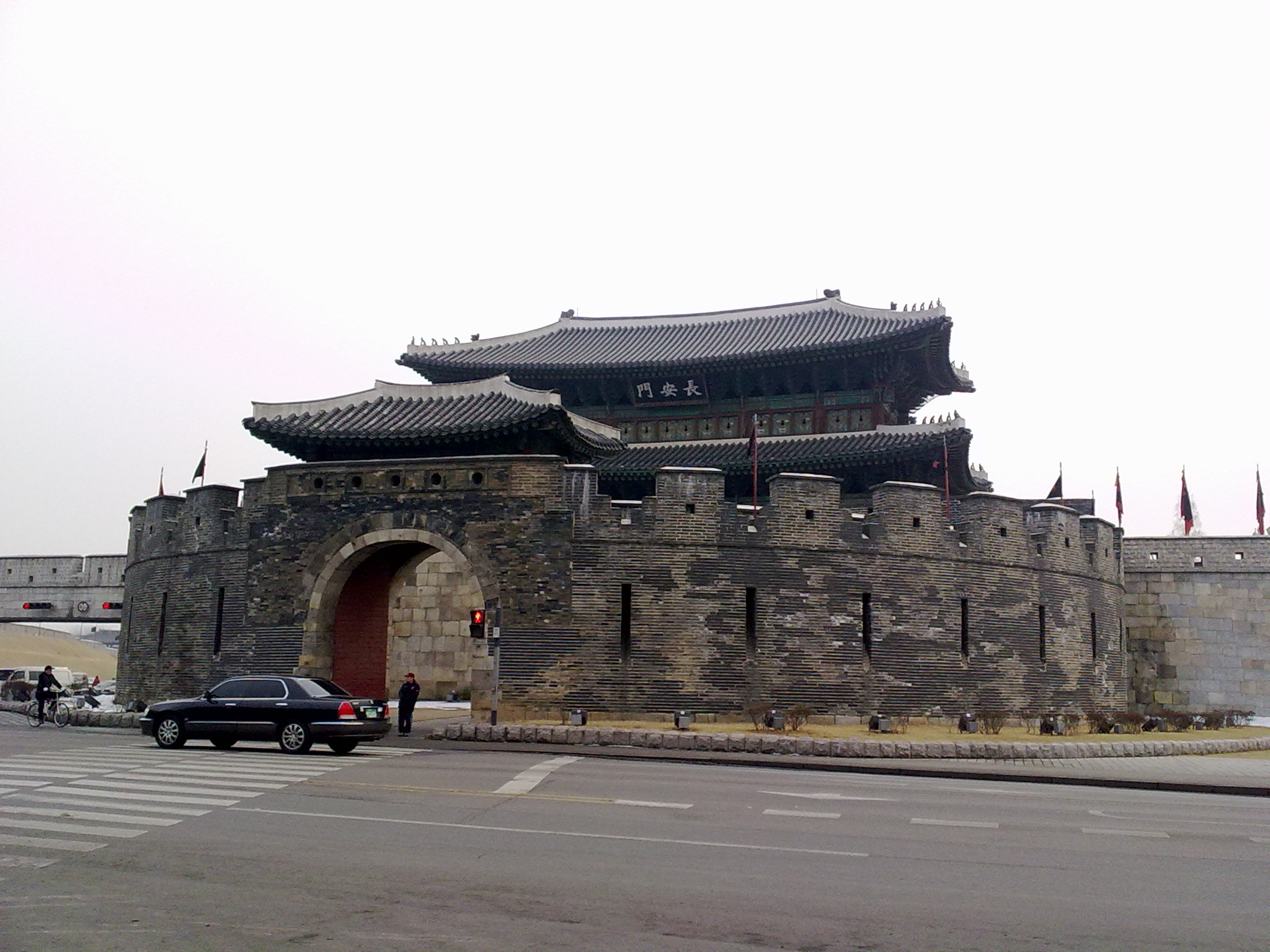
수원 화성 장안문

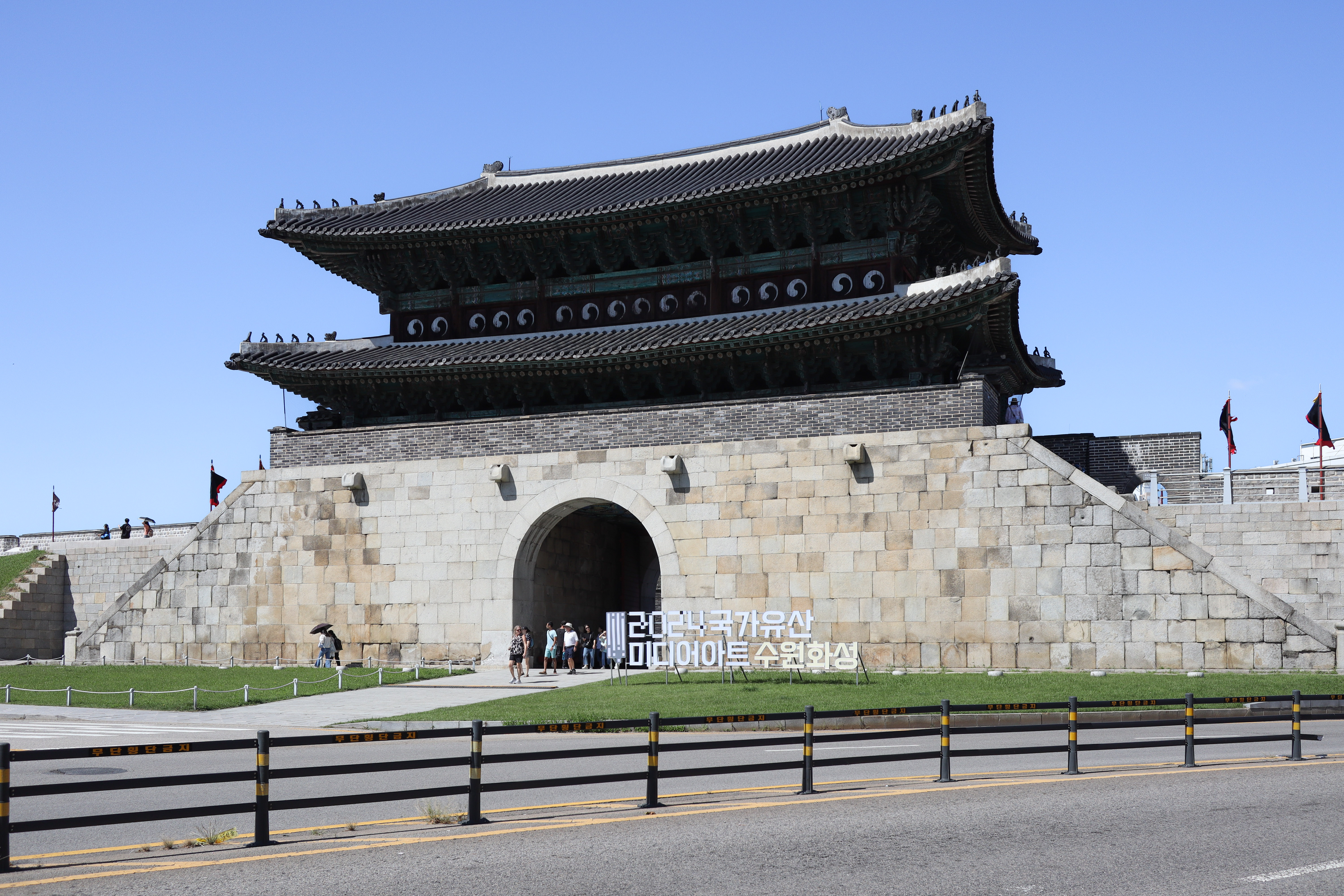
화성 장안문 후면

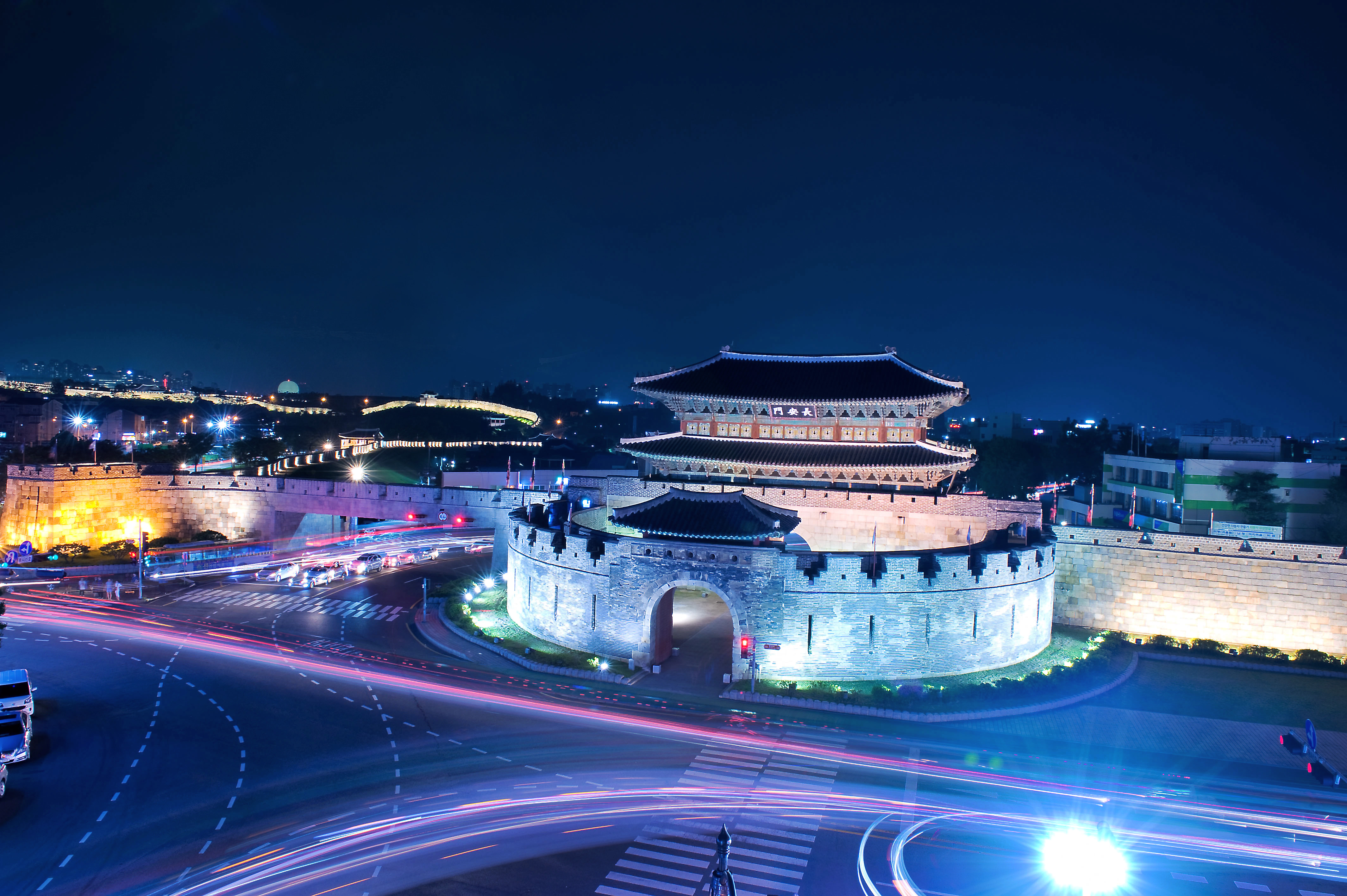
장안문의 야간 전경

장안문(長安門)은 화성의 4대문 중 북쪽 대문이다.

## 개요
장안문은 화성의 북문이자 정문이다. 보통 성(城)의 남문을 정문으로 정하지만, 조선시대 당시 임금이 한양(지금의 서울)에서부터 수원으로 오실때 가장 먼저 맞이하는 문이 북문(장안문)이었기 때문에 북문을 정문으로 정했다. 잘 다듬은 화강암으로 쌓은 석축에 홍예문을 냈고 그 위에 정면 5칸 측면2칸의 다포양식으로 이루어진 중층의 문루가 세워져있다. 또한 가운데에 홍예문이 나있는 벽돌로 쌓은 옹성이 있으며, 양옆에 다른 성벽보다 높이가 약간 높은 두개의 적대를 설치하였다. 장안문의 이름은 중국의 옛 왕조인 전한(前漢), 수(隋), 당(唐)나라의 수도였던 장안(현재의 시안시)에서 따온 것으로 이는 당나라 때의 장안성처럼 화성 또한 융성한 도시가 되라는 정조의 뜻이 담겨 있다

## 현지 안내문
장안문은 화성의 4대문 중 북쪽 대문으로 정문이라 할 수 있다. 1794년 2월 28일 공사를 시작하여 9월 5일 완공하였다. 장안이라는 말은 수도를 상징하는 말이자 백성들의 안녕을 상징하는 의미이다. 서울의 국보 제1호 숭례문보다도 큰 문으로 우리나라에서 가장 큰 성문이다. 성문의 바깥에는 반원형의 옹성을 쌓았는데 이것은 항아리를 반으로 쪼갠 것과 같다고 해서 붙인 이름으로 성문을 보호하는 역할을 한다.또 정조대왕이 이 문으로들어왔다는 말도 있다

## 같이 보기
- 수원 화성